# Вольфганг Тільманс

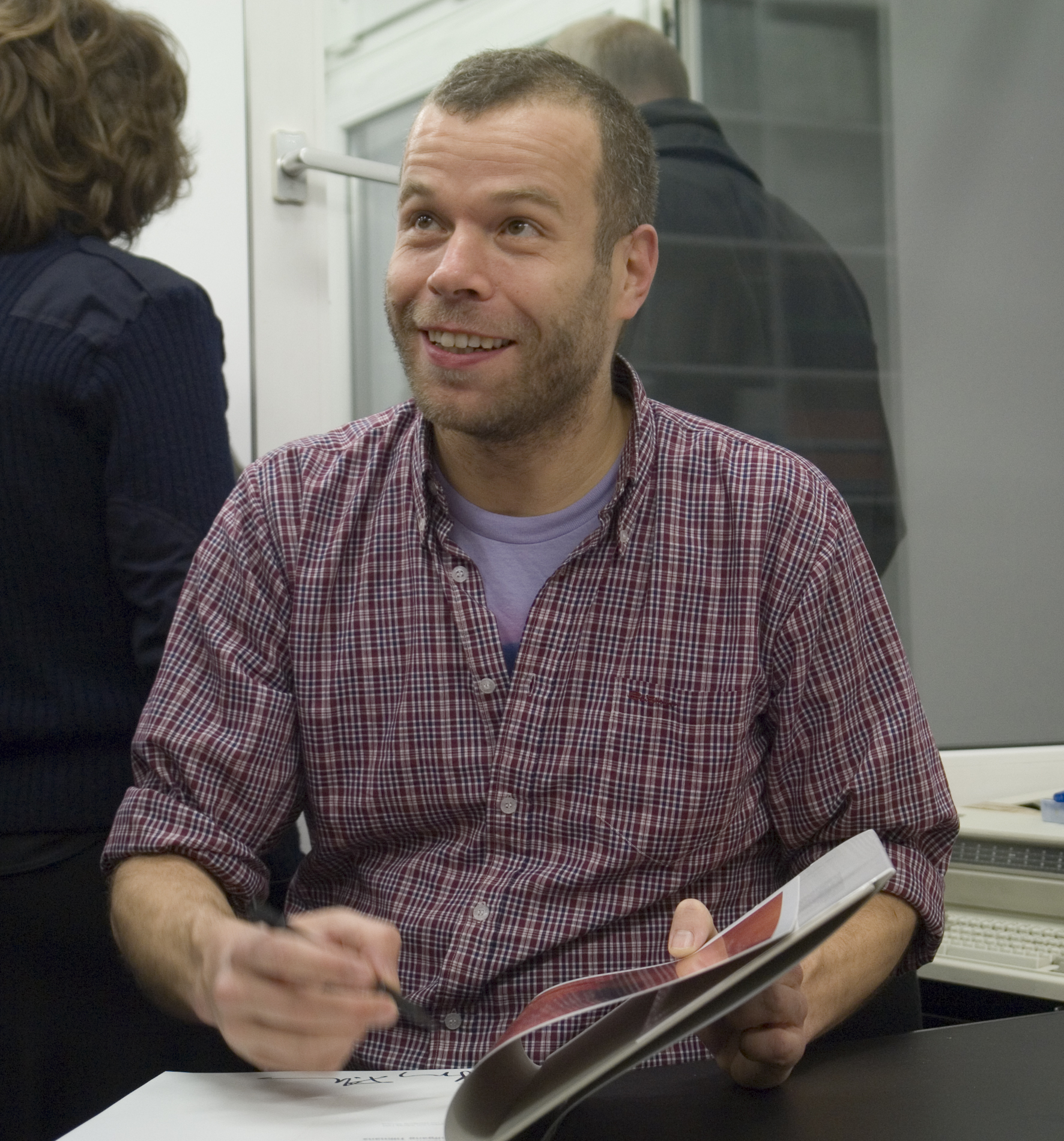
Вольфґанґ Тільманс

Вольфґанґ Тільманс (нім. Wolfgang Tillmans) (* 1968) — німецький фотограф, зокрема відомий своїми роботами у стилі панк. Окрім виставкових зал, фото Тільманса стали відомими завдяки журналам, присвяченим моді та дизайну, замовлення яких він виконував.
Народжений в Німеччині у місті Ремшайді (Remscheid), Тільманс на початку 1980-х живе та працює у Гамбурзі, після чого переїжджає до Англії. У 1990—1992 роках слухав курси фотографії у Коледжі Мистецтва Борнмуту та Пулу (Bournemouth and Poole College of Art), закінчивши їх, переселився до Лондона.
На час переїзду Тільманс уже здобув чималу популярність завдяки періодичним публікаціям своїх фото у часописах, які відрізняються контраснітю, оригінальністю кольорів, невимушенністю та вмінням ловити швидкоплинні моменти. Типовими для Тільманса стали фотографії молодих людей, клаберів, геїв, панків, бездомних. Їх часто порівнюють з роботами Нен Ґолдін, чиї фото публіки Нижнього Іст Енду Манхеттену 80-х років були виконані у схожому стилі.
У 2000 році Тільманс став лауреатом Премії Тернера (Turner Prize). Окрім того, його роботи викликали зацікавлення Мобі та вокаліста Blur Деймона Елберна, світлини яких Тільманс зазняв у характерному для нього спонтанному стилі та випустив книжку «Burg».